# Bare (Kolašin)
Pour les articles homonymes, voir Bare.
Bare (en serbe cyrillique : Баре) est un village du centre du Monténégro, dans la municipalité de Kolašin.

## Démographie

### Évolution historique de la population
| 1948 | 1953 | 1961 | 1971 | 1981 | 1991 | 2003 |
| ---- | ---- | ---- | ---- | ---- | ---- | ---- |
| 126  | 124  | 116  | 108  | 91   | 70   | 63   |